# David Cusick

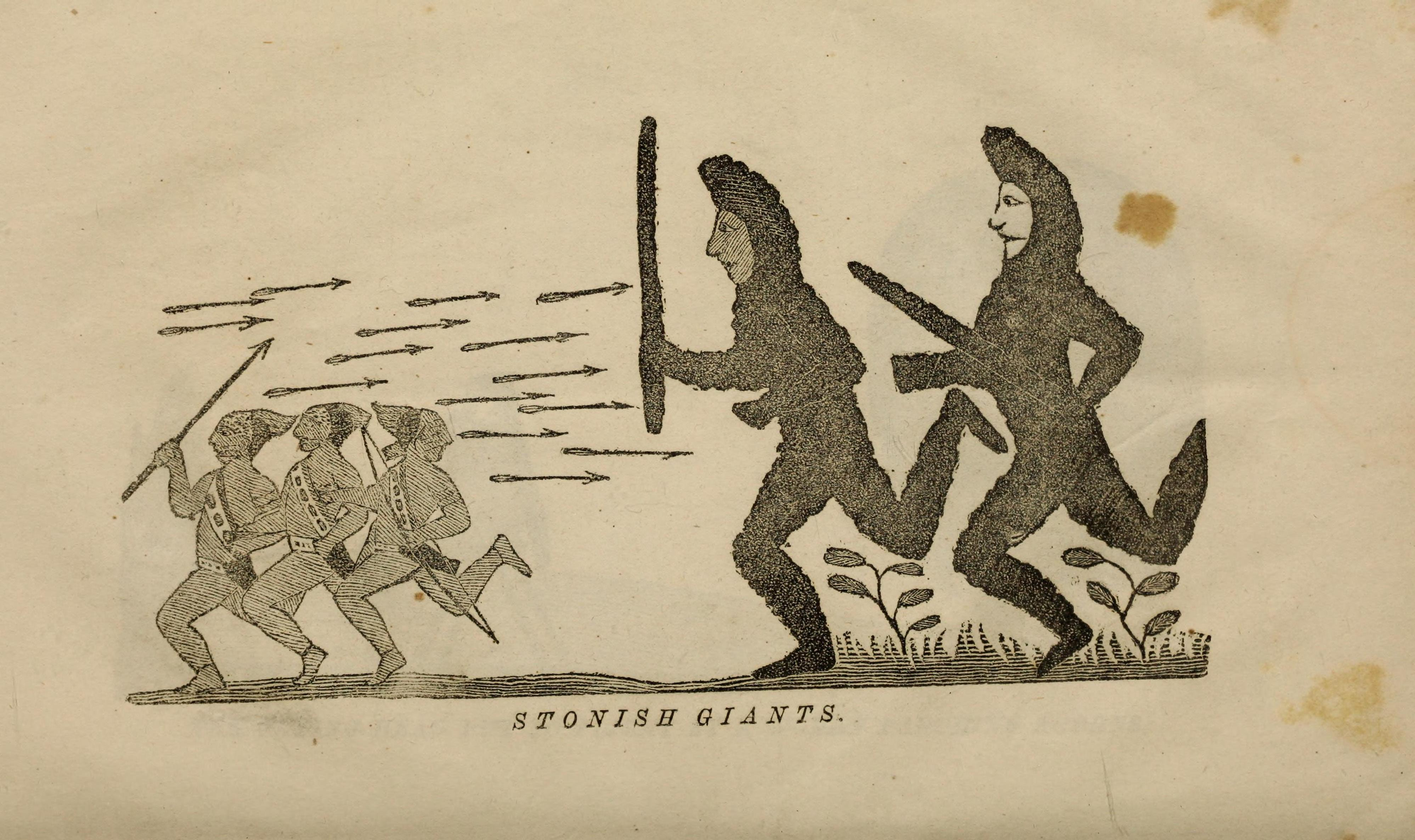
Stonish Giants (Otneyarheh, steenreuzen), gravure van David Cusick uit Sketches of the Ancient History of the Six Nations

David Cusick (ca. 1780-1840) was een Tuscarora artiest en de auteur van David Cusick's Sketches of Ancient History of the Six Nations (1827, David Cusicks schetsen van de oude geschiedenis van de zes naties). Dit is een vroeg verslag (als het niet het eerste is) van indiaanse geschiedenis en mythe, geschreven en uitgegeven in het Engels door een indiaan.
Samen met zijn jongere broer, Dennis Cusick, een aquarelschilder, hielp hij bij de vestiging van de 'Iroquois realistic school'.
Cusick was een dokter, schilder en student van de mondelinge traditie van de Haudenosaunee (Iroquois).

## Boek
Sketches beschrijft 2800 jaar geschiedenis en is in drieën verdeeld:
- Deel een beschrijft Good Mind (de goede geest), die de Eagwehoewe mensen schiep.
- Deel twee beschrijft de ervaringen van de Eagwehoewe met slechte wezens, als de Stonish Giants (Otneyarheh, steenreuzen) en Flying Heads (vliegende hoofden).
- Deel drie gaat over de chain of alliance (keten van verbondenheid) van de Eagwehoewe onderling.

De vertelling begint met twee werelden, een donkere 'onderwereld' en een 'bovenwereld', bewoond door mensen. De tweelingbroers Enigorio en Enigonhahetgea (de goede en kwade geest) worden beschreven en hun schepsels, de Eagwehoewe (de mensen) en hun vijanden, de Ronnongwetowanca (reuzen).

## Henry Schoolcraft
Amerikaans onderzoeker en etnoloog Henry Schoolcraft bevestigt in Notes on the Iroquois (1846) de verhalen over Stonish Giants (OR-NE-YAR-HEG), een machtig volk uit de wildernis, lang, woest en vijandig en kannibalistisch. Volgens de Shawnee kwamen de reuzen oorspronkelijk van de oostzijde van de Mississippi en trokken ze vandaar naar het noordwesten. 'Ze rolden zich door het zand en hierdoor raakten hun lichamen bedekt met een harde huid, zodat de pijlen van de Iroquois slechts afketsten tegen hun grove lichamen en aan hun voeten vielen.' Ze werden ten slotte vernietigd door de Holder of the Heavens (hemeldrager).